# Gobiesox papillifer
Gobiesox papillifer  — вид риб родини Присоскоперові (Gobiesocidae). Вид зустрічається на сході Тихого океану від берегів Каліфорнії до Панами. Риба сягає завдовжки до 5,7 см.